# Protracheoniscus genezarethanus
Protracheoniscus genezarethanus là một loài chân đều trong họ Trachelipodidae. Loài này được Verhoeff miêu tả khoa học năm 1923.